# 블루 스와트
《블루 스와트》(일본어: ブルースワット 블루 스와트[*])은 일본 토에이에서 제작한 메탈 히어로 시리즈 1994년 1월 30일 1995년 1월 29일 TV 아사히에서.

## 주제가
오프닝
엔딩